# Farik Grippa
Farik Grippa Oviedo (Lima, 20 de marzo de 1991) es un cantante y compositor peruano de salsa, que inició su carrera artística concursando en programas televisivos de su país. 
Fue parte de la banda musical peruana Orquesta Candela para años más tarde, lanzar como solista consolidándose en el género salsa.[cita requerida]

## Biografía
Farik Grippa Oviedo nace el 20 de marzo de 1991 en Lima, proveniente de una familia de clase media baja.[cita requerida] Comenzó su carrera artística desde adolescente cuando participó en el programa concurso Desafío y fama en 2008.
Tras haber concursado en el segmento «Buscando al nuevo integrante del Grupo 5» del espacio televisivo Habacilar,[cita requerida] fue propuesto por el cantante y director musical Víctor Yaipén Jr. para ser parte de su grupo musical Orquesta Candela allá por el año 2010, manteniéndose hasta el año 2011.[cita requerida] Tras su retiro del conjunto, Grippa se lanzó de manera oficial como solista el año 2013 lanzando su primer sencillo en solitario bajo el nombre de «Convencido», además de haber grabado discos con versiones musicales. Adicionalmente, concursó en el reality de canto La voz Perú en 2014.[cita requerida]
No fue hasta el año 2018, cuando asume su participación en el programa peruano Los cuatro finalistas, la cual obtuvo la popularidad por su desempeño en el canto y tras meses de competencia, se convirtió en el ganador de la tercera temporada del concurso. Gracias a ello, comenzaría una nueva etapa de su carrera artística, instalándose en el género salsa, lanzando su primer disco bajo el nombre de «Bailar contigo».[cita requerida]
Al año siguiente, lanzó su segundo sencillo «Ya no soy el mismo de antes» y elaboró el tema musical «Peligro de extinción» en colaboración con la Orquesta Bembé, incluyendo un videoclip contando con la presencia de los actores juveniles peruanos Brando Gallesi y Fabiana Valcárcel, la cual fue otorgado el galardón de «Mejor artista revelación» por parte de la emisora local Radiomar.[cita requerida] Seguidamente, fue conductor de su espacio musical 8 corazones para Willax Televisión.
En el año 2020, volvió a trabajar con Willax en su nuevo proyecto ¡Qué suene!, en honor a su frase símbolo[cita requerida] y al año siguiente se unió con el cantautor Álvaro Rod para la elaboración del tema musical «Somos dos», incluyendo las versiones de «Cómo has logrado» y «No me mientas».[cita requerida] Además, el año 2022 lanzó el disco «Dos copas de vino», incluyendo a la actriz Andrea Luna como protagonista de su video musical y estrenó el cover de «Lo dudo» de José José.
Grippa interpretó el tema «A ella» en el año 2021, dedicado a las mujeres del Perú y firmó para la disquera Chim Pum Music de la mano del productor musical Sergio George en 2022 para elaborar nuevo material sin éxito, debido a problemas internos dentro de la productora. Lanzó el sencillo «El Karma» en el año 2023, la cual obtiene una gran aceptación por parte de las emisoras locales, especialmente La Karibeña y participó en diferentes programas televisivos como La gran estrella.[cita requerida]
Prestó su presencia para la versión del tema musical navideño «Aires de navidad» de Héctor Lavoe, compartiendo al lado de Yahaira Plasencia, Cielo Torres y el grupo salsero You Salsa.

## Discografía

### Álbumes
- 2013: «Convencido»[1]
- 2018: «Bailar contigo»
- 2019: «Ya no soy el mismo de antes»
- 2019: «Háblame de ti»
- 2020: «Peligro de extinción» (ft. Orquesta Bembé)
- 2021: «Salsa Mix»
- 2021: «Somos dos» (ft. Álvaro Rod)[8]
- 2021: «Medley: Luis Miguel»
- 2021: «A ella»[12]
- 2022: «Dos copas de vino»[9]
- 2022: «Lo dudo»
- 2023: «El Karma»[15]

## Televisión
| Año       | Título                | Rol                                                               | Emisión                 | Ref.                |
| --------- | --------------------- | ----------------------------------------------------------------- | ----------------------- | ------------------- |
| 2008      | Desafío y fama        | Participante                                                      | Panamericana Televisión | [ 2 ]               |
| 2010      | Habacilar             | Aspirante del segmento «Buscando al nuevo integrante del Grupo 5» | América Televisión      | [cita requerida]    |
| 2014      | La voz Perú           | Participante                                                      | Frecuencia Latina       | [cita requerida]    |
| 2018      | Los cuatro finalistas | Participante                                                      | Latina Televisión       | [ 4 ] [ 17 ] [ 18 ] |
| 2019      | 8 corazones           | Presentador                                                       | Willax Televisión       | [ 7 ]               |
| 2019-2020 | ¡Qué suene!           | Presentador                                                       | Willax Televisión       | [cita requerida]    |
| 2022      | Yo soy                | Participante de refuerzo                                          | Latina Televisión       | [cita requerida]    |
| 2022      | La gran estrella      | Participante de refuerzo                                          | América Televisión      | [cita requerida]    |

## Premios y nominaciones
| Año  | Premios                      | Categoría                  | Trabajo                | Resultado | Ref.             |
| ---- | ---------------------------- | -------------------------- | ---------------------- | --------- | ---------------- |
| 2019 | Premios Radiomar de Radiomar | «Mejor artista revelación» | «Peligro de extinción» | Ganador   | [cita requerida] |